# Tweede Kamerverkiezingen in het kiesdistrict Almelo (1850-1888)
Tweede Kamerverkiezingen in het kiesdistrict Almelo (1850-1888) geeft een overzicht van verkiezingen voor de Nederlandse Tweede Kamer in het kiesdistrict Almelo in de periode 1850-1888.
Het kiesdistrict Almelo was al ingesteld in 1848. De indeling van het kiesdistrict werd in 1850 gewijzigd bij de invoering van de Kieswet. Tot het kiesdistrict behoorden vanaf dat moment de volgende gemeenten: Ambt Almelo, Ambt Delden, Ambt Hardenberg, Ambt Ommen, Borne, Den Ham, Denekamp, Enschede, Goor, Gramsbergen, Haaksbergen, Hengelo, Lonneker, Losser, Oldenzaal, Ootmarsum, Rijssen, Stad Almelo, Stad Delden, Stad Hardenberg, Stad Ommen, Tubbergen, Vriezenveen, Weerselo en Wierden.
In 1864 werd de indeling van het kiesdistrict gewijzigd. De gemeenten Goor en Rijssen werden toegevoegd aan het kiesdistrict Deventer en de gemeenten Ambt Ommen en Stad Ommen aan het kiesdistrict Zwolle.
In 1878 werd de indeling van het kiesdistrict wederom gewijzigd. De gemeenten Ambt Delden en Stad Delden werden toegevoegd aan het kiesdistrict Deventer en de gemeenten Ambt Hardenberg, Gramsbergen en Stad Hardenberg aan het kiesdistrict Zwolle. Tevens werd een gedeelte van het kiesdistrict Zutphen (de gemeente Eibergen) toegevoegd aan het kiesdistrict Almelo.
Het kiesdistrict Almelo was in deze periode een meervoudig kiesdistrict: het vaardigde twee leden af naar de Tweede Kamer. Om de twee jaar trad een van de leden af; er werd dan een periodieke verkiezing gehouden voor de vrijgevallen zetel. Bij algemene verkiezingen (na ontbinding van de Tweede Kamer) bracht elke kiezer twee stemmen uit. Om in de eerste verkiezingsronde gekozen te worden moest een kandidaat minimaal de districtskiesdrempel behalen; indien nodig werd een tweede ronde gehouden.
Legenda
- cursief: in de eerste verkiezingsronde geplaatst voor de tweede ronde;
- vet: gekozen als lid van de Tweede Kamer.

## 27 augustus 1850
De verkiezingen waren algemene verkiezingen; zij werden gehouden na ontbinding van de Tweede Kamer na inwerkingtreding van de Kieswet.
|                         | 27 augustus | 11 september |
| ----------------------- | ----------- | ------------ |
| Kiesgerechtigden        | 1.412       | 1.412        |
| Opkomst                 | 1.387       | 1.341        |
| Geldige stemmen         | 1.383       | 1.328        |
| Blanco stemmen          | 2           | 1            |
| Kiesdrempel             | 692         | 664          |
| Kandidaten              |             |              |
| M.J. de Man             | 1.256       |              |
| W.R. van Hoëvell        | 644         | 716          |
| B.G. ten Pol            | 633         | 612          |
| G. Groen van Prinsterer | 50          |              |
| Æ. Mackay               | 49          |              |
| H. Smelt                | 20          |              |

## 8 juni 1852
De verkiezingen waren periodieke verkiezingen; zij werden gehouden vanwege de afloop van de zittingstermijn van een gekozen lid.
|                         | 8 juni |
| ----------------------- | ------ |
| Kiesgerechtigden        | 1.654  |
| Opkomst                 | 820    |
| Geldige stemmen         | 796    |
| Blanco stemmen          | 16     |
| Kandidaten              |        |
| W.R. van Hoëvell        | 672    |
| G. Groen van Prinsterer | 58     |
| G. Schimmelpenninck     | 27     |

## 17 mei 1853
De verkiezingen waren algemene verkiezingen; zij werden gehouden na ontbinding van de Tweede Kamer.
|                      | 17 mei |
| -------------------- | ------ |
| Kiesgerechtigden     | 1.651  |
| Opkomst              | 1.397  |
| Geldige stemmen      | 2.787  |
| Blanco stemmen       | 7      |
| Kiesdrempel          | 697    |
| Kandidaten           |        |
| M.J. de Man          | 805    |
| W.R. van Hoëvell     | 777    |
| G. Schimmelpenninck  | 627    |
| S.A. van Hoogstraten | 394    |
| J.T. Roessingh Udink | 159    |

## 13 juni 1854
De verkiezingen waren periodieke verkiezingen; zij werden gehouden vanwege de afloop van de zittingstermijn van een gekozen lid.
|                      | 13 juni |
| -------------------- | ------- |
| Kiesgerechtigden     | 1.651   |
| Opkomst              | 1.199   |
| Geldige stemmen      | 1.194   |
| Blanco stemmen       | 6       |
| Kandidaten           |         |
| M.J. de Man          | 664     |
| S.A. van Hoogstraten | 472     |
| J.W. van Thye Hannes | 28      |

## 19 januari 1855
Maximiliaan de Man, gekozen bij de verkiezingen van 13 juni 1854, overleed op 22 december 1854. Om in de ontstane vacature te voorzien werd een tussentijdse verkiezing gehouden.
|                     | 19 januari |
| ------------------- | ---------- |
| Kiesgerechtigden    | 1.651      |
| Opkomst             | 1.260      |
| Geldige stemmen     | 1.252      |
| Blanco stemmen      | 6          |
| Kandidaten          |            |
| G.M. van der Linden | 702        |
| G. Schimmelpenninck | 540        |

## 10 juni 1856
De verkiezingen waren periodieke verkiezingen; zij werden gehouden vanwege de afloop van de zittingstermijn van een gekozen lid.
|                        | 10 juni |
| ---------------------- | ------- |
| Kiesgerechtigden       | 1.818   |
| Opkomst                | 1.150   |
| Geldige stemmen        | 1.145   |
| Blanco stemmen         | 2       |
| Kandidaten             |         |
| W.R. van Hoëvell       | 728     |
| A.J. Duymaer van Twist | 397     |

## 8 juni 1858
De verkiezingen waren periodieke verkiezingen; zij werden gehouden vanwege de afloop van de zittingstermijn van een gekozen lid.
|                      | 8 juni |
| -------------------- | ------ |
| Kiesgerechtigden     | 1.835  |
| Opkomst              | 758    |
| Geldige stemmen      | 743    |
| Blanco stemmen       | 15     |
| Kandidaten           |        |
| G.M. van der Linden  | 586    |
| S.A. van Hoogstraten | 111    |

## 12 juni 1860
De verkiezingen waren periodieke verkiezingen; zij werden gehouden vanwege de afloop van de zittingstermijn van een gekozen lid.
|                          | 12 juni |
| ------------------------ | ------- |
| Kiesgerechtigden         | 1.876   |
| Opkomst                  | 1.239   |
| Geldige stemmen          | 1.229   |
| Blanco stemmen           | 8       |
| Kandidaten               |         |
| W.R. van Hoëvell         | 812     |
| B. Brouwer               | 320     |
| A.A. van Wulfften Palthe | 44      |
| S.A. van Hoogstraten     | 24      |

## 10 juni 1862
De verkiezingen waren periodieke verkiezingen; zij werden gehouden vanwege de afloop van de zittingstermijn van een gekozen lid.
|                     | 10 juni |
| ------------------- | ------- |
| Kiesgerechtigden    | 1.938   |
| Opkomst             | 1.074   |
| Geldige stemmen     | 1.067   |
| Blanco stemmen      | 3       |
| Kandidaten          |         |
| G.M. van der Linden | 626     |
| H. van Loghem       | 402     |

## 22 juli 1862
Wolter van Hoëvell, gekozen bij de verkiezingen van 12 juni 1860, trad op 1 juli 1862 af vanwege zijn benoeming als lid van de Raad van State. Om in de ontstane vacature te voorzien werd een tussentijdse verkiezing gehouden.
|                            | 22 juli | 30 augustus |
| -------------------------- | ------- | ----------- |
| Kiesgerechtigden           | 1.938   | 1.938       |
| Opkomst                    | 1.091   | 1.205       |
| Geldige stemmen            | 1.083   | 1.193       |
| Blanco stemmen             | 3       | 3           |
| Kandidaten                 |         |             |
| H. van Loghem              | 447     | 605         |
| B. Brouwer                 | 341     | 588         |
| P.A.S. van Limburg Brouwer | 268     |             |

## 26 januari 1864 (tussentijds-1)
Hendrik van Loghem, gekozen bij de verkiezingen van 22 juli 1862, trad op 11 januari 1864 af vanwege gezondheidsredenen. Om in de ontstane vacature te voorzien werd een tussentijdse verkiezing gehouden.
|                            | 26 januari |
| -------------------------- | ---------- |
| Kiesgerechtigden           | 1.953      |
| Opkomst                    | 1.471      |
| Geldige stemmen            | 1.461      |
| Blanco stemmen             | 6          |
| Kandidaten                 |            |
| P.A.S. van Limburg Brouwer | 767        |
| B. Brouwer                 | 653        |

## 26 januari 1864 (tussentijds-2)
Gijsbertus van der Linden, gekozen bij de verkiezingen van 10 juni 1862, trad op 11 januari 1864 af vanwege zijn benoeming als landsadvocaat. Om in de ontstane vacature te voorzien werd een tussentijdse verkiezing gehouden.
|                     | 26 januari |
| ------------------- | ---------- |
| Kiesgerechtigden    | 1.953      |
| Opkomst             | 1.468      |
| Geldige stemmen     | 1.449      |
| Blanco stemmen      | 12         |
| Kandidaten          |            |
| G.M. van der Linden | 1.346      |
| B. Brouwer          | 29         |

## 14 juni 1864
De verkiezingen waren periodieke verkiezingen; zij werden gehouden vanwege de afloop van de zittingstermijn van een gekozen lid.
|                            | 14 juni |
| -------------------------- | ------- |
| Kiesgerechtigden           | 1.771   |
| Opkomst                    | 1,242   |
| Geldige stemmen            | 1.234   |
| Blanco stemmen             | 5       |
| Kandidaten                 |         |
|                            |         |
| P.A.S. van Limburg Brouwer | 743     |
| G.A. Vos de Wael           | 471     |

## 12 juni 1866
De verkiezingen waren periodieke verkiezingen; zij werden gehouden vanwege de afloop van de zittingstermijn van een gekozen lid.
|                      | 12 juni |
| -------------------- | ------- |
| Kiesgerechtigden     | 1.844   |
| Opkomst              | 858     |
| Geldige stemmen      | 845     |
| Blanco stemmen       | 8       |
| Kandidaten           |         |
| G.M. van der Linden  | 675     |
| G.A. Vos de Wael     | 93      |
| S.A. van Hoogstraten | 33      |

## 30 oktober 1866
De verkiezingen waren algemene verkiezingen; zij werden gehouden na ontbinding van de Tweede Kamer.
|                             | 30 oktober | 13 november |
| --------------------------- | ---------- | ----------- |
| Kiesgerechtigden            | 1.844      | 1.844       |
| Opkomst                     | 1.478      | 1.639       |
| Geldige stemmen             | 2.870      | 1.627       |
| Blanco stemmen              | 80         | 4           |
| Kiesdrempel                 | 718        | 814         |
| Kandidaten                  |            |             |
| G.M. van der Linden         | 731        | 914         |
| P.A.S. van Limburg Brouwer  | 604        | 787         |
| G.A. Vos de Wael            | 656        | 740         |
| J.W. van Loon               | 580        | 694         |
| B.J.L. de Geer van Jutphaas | 105        |             |
| A.H.W. van Wulften Palten   | 74         |             |
| B.G. ten Pol                | 25         |             |
| J. Kalff                    | 25         |             |

## 22 januari 1868
De verkiezingen waren algemene verkiezingen; zij werden gehouden na ontbinding van de Tweede Kamer.
|                            | 22 januari | 4 februari |
| -------------------------- | ---------- | ---------- |
| Kiesgerechtigden           | 1.974      | 1.974      |
| Opkomst                    | 1.616      | 1.701      |
| Geldige stemmen            | 3.180      | 1.701      |
| Blanco stemmen             | 16         | 13         |
| Kiesdrempel                | 795        | 851        |
| Kandidaten                 |            |            |
| J. Kalff                   | 923        |            |
| G.M. van der Linden        | 712        | 875        |
| G.A. Vos de Wael           | 781        | 826        |
| P.A.S. van Limburg Brouwer | 663        |            |
| J.W. van Loon              | 42         |            |
| G. Groen van Prinsterer    | 20         |            |

## 8 juni 1869
De verkiezingen waren periodieke verkiezingen; zij werden gehouden vanwege de afloop van de zittingstermijn van een gekozen lid.
|                       | 8 juni |
| --------------------- | ------ |
| Kiesgerechtigden      | 2.071  |
| Opkomst               | 1.911  |
| Geldige stemmen       | 1.898  |
| Blanco stemmen        | 8      |
| Kandidaten            |        |
| G.M. van der Linden   | 1.053  |
| R.J. Schimmelpenninck | 839    |

## 13 juni 1871
De verkiezingen waren periodieke verkiezingen; zij werden gehouden vanwege de afloop van de zittingstermijn van een gekozen lid. Jacob Kalff, gekozen bij de verkiezingen van 22 januari 1868, was echter al afgetreden op 20 mei 1871. Vanwege de korte resterende duur van de zittingsperiode werd niet meer in de vacature voorzien; op 13 juni 1871 werd een verkiezing gehouden voor een nieuwe periode van vier jaar.
|                  | 13 juni |
| ---------------- | ------- |
| Kiesgerechtigden | 2.151   |
| Opkomst          | 1.842   |
| Geldige stemmen  | 1.830   |
| Blanco stemmen   | 5       |
| Kandidaten       |         |
| B. Brouwer       | 1.021   |
| G.A. Vos de Wael | 703     |
| A. Kuyper        | 95      |

## 10 juni 1873
De verkiezingen waren periodieke verkiezingen; zij werden gehouden vanwege de afloop van de zittingstermijn van een gekozen lid.
|                                 | 10 juni | 24 juni |
| ------------------------------- | ------- | ------- |
| Kiesgerechtigden                | 2.201   | 2.201   |
| Opkomst                         | 1.882   | 1.973   |
| Geldige stemmen                 | 1.869   | 1.962   |
| Blanco stemmen                  | 9       | 10      |
| Kandidaten                      |         |         |
| H.A. Insinger                   | 757     | 1.064   |
| G.M. van der Linden             | 854     | 898     |
| A. Schimmelpenninck van der Oye | 252     |         |

## 8 juni 1875
De verkiezingen waren periodieke verkiezingen; zij werden gehouden vanwege de afloop van de zittingstermijn van een gekozen lid.
|                   | 8 juni | 22 juni |
| ----------------- | ------ | ------- |
| Kiesgerechtigden  | 2.281  | 2.281   |
| Opkomst           | 2.019  | 2.110   |
| Geldige stemmen   | 2.006  | 2.098   |
| Blanco stemmen    | 6      | 11      |
| Kandidaten        |        |         |
| J.R. Corver Hooft | 858    | 1.077   |
| S.J. van Pallandt | 854    | 1.021   |
| B. Brouwer        | 235    |         |
| B.J. Gratama      | 206    |         |

## 12 juni 1877
De verkiezingen waren periodieke verkiezingen; zij werden gehouden vanwege de afloop van de zittingstermijn van een gekozen lid.
|                     | 12 juni | 26 juni |
| ------------------- | ------- | ------- |
| Kiesgerechtigden    | 2.466   | 2.466   |
| Opkomst             | 2.166   | 2.188   |
| Geldige stemmen     | 2.149   | 2.159   |
| Blanco stemmen      | 13      | 21      |
| Kandidaten          |         |         |
| H.A. Insinger       | 1.032   | 1.121   |
| G.M. van der Linden | 909     | 1.038   |
| M.W.C. de Jonge     | 197     |         |

## 10 juni 1879
De verkiezingen waren periodieke verkiezingen; zij werden gehouden vanwege de afloop van de zittingstermijn van een gekozen lid.
|                   | 10 juni |
| ----------------- | ------- |
| Kiesgerechtigden  | 2.285   |
| Opkomst           | 1.786   |
| Geldige stemmen   | 1.773   |
| Blanco stemmen    | 11      |
| Kandidaten        |         |
| J.R. Corver Hooft | 898     |
| H.P. Gelderman    | 747     |
| I. Esser          | 117     |

## 14 juni 1881
De verkiezingen waren periodieke verkiezingen; zij werden gehouden vanwege de afloop van de zittingstermijn van een gekozen lid.
|                  | 14 juni | 28 juni |
| ---------------- | ------- | ------- |
| Kiesgerechtigden | 2.408   | 2.408   |
| Opkomst          | 2.086   | 2.149   |
| Geldige stemmen  | 2.074   | 2.135   |
| Blanco stemmen   | 8       | 11      |
| Kandidaten       |         |         |
| H.A. Insinger    | 1.018   | 1.193   |
| A. van Laer      | 882     | 942     |
| J. van Alphen    | 173     |         |

## 12 juni 1883
De verkiezingen waren periodieke verkiezingen; zij werden gehouden vanwege de afloop van de zittingstermijn van een gekozen lid.
|                   | 12 juni |
| ----------------- | ------- |
| Kiesgerechtigden  | 2.470   |
| Opkomst           | 2.135   |
| Geldige stemmen   | 2.118   |
| Blanco stemmen    | 10      |
| Kandidaten        |         |
| J.R. Corver Hooft | 1.065   |
| A. van Laer       | 881     |
| J. van Alphen     | 169     |

## 6 mei 1884
Herman Insinger, gekozen bij de verkiezingen van 14 juni 1881, trad op 7 april 1884 af om persoonlijke redenen. Om in de ontstane vacature te voorzien werd een tussentijdse verkiezing gehouden.
|                      | 6 mei | 20 mei |
| -------------------- | ----- | ------ |
| Kiesgerechtigden     | 2.494 | 2.494  |
| Opkomst              | 2.117 | 2.333  |
| Geldige stemmen      | 2.045 | 2.312  |
| Blanco stemmen       | 9     | 17     |
| Kandidaten           |       |        |
| A. van Laer          | 959   | 1.177  |
| E.J.I. van Sonsbeeck | 913   | 1.135  |
| J. van Alphen        | 170   |        |

## 28 oktober 1884
De verkiezingen waren algemene verkiezingen; zij werden gehouden na ontbinding van de Tweede Kamer.
|                    | 28 oktober | 11 november |
| ------------------ | ---------- | ----------- |
| Kiesgerechtigden   | 2.494      | 2.494       |
| Opkomst            | 2.246      | 2.360       |
| Geldige stemmen    | 4.372      | 4.690       |
| Blanco stemmen     | 106        | 26          |
| Kiesdrempel        | 1.093      | 1.173       |
| Kandidaten         |            |             |
| J.R. Corver Hooft  | 1.093      | 1.272       |
| A.H.M. van Berckel | 964        | 1.204       |
| A. van Laer        | 1.084      | 1.131       |
| J.E. Stork         | 1.018      | 1.082       |
| J. van Alphen      | 200        |             |

## 28 november 1884
Arnoldus van Berckel was bij de verkiezingen van 28 oktober 1884 gekozen in twee kiesdistricten, Almelo en Delft. Hij opteerde voor Delft, als gevolg waarvan in Almelo een naverkiezing gehouden werd. 
|                  | 28 november |
| ---------------- | ----------- |
| Kiesgerechtigden | 2.494       |
| Opkomst          | 2.295       |
| Geldige stemmen  | 2.282       |
| Blanco stemmen   | 12          |
| Kandidaten       |             |
| J. van Alphen    | 1.202       |
| A. van Laer      | 1.077       |

## 15 juni 1886
De verkiezingen waren algemene verkiezingen; zij werden gehouden na ontbinding van de Tweede Kamer.
|                   | 15 juni |
| ----------------- | ------- |
| Kiesgerechtigden  | 2.786   |
| Opkomst           | 2.680   |
| Geldige stemmen   | 5.309   |
| Blanco stemmen    | 370     |
| Kiesdrempel       | 1.327   |
| Kandidaten        |         |
| J. van Alphen     | 1.411   |
| J.R. Corver Hooft | 1.405   |
| A. van Laer       | 1.261   |
| A.H. Jannink      | 1.224   |

## 1 september 1887
De verkiezingen waren algemene verkiezingen; zij werden gehouden na ontbinding van de Tweede Kamer.
|                  | 1 september |
| ---------------- | ----------- |
| Kiesgerechtigden | 2.710       |
| Opkomst          | 1.419       |
| Geldige stemmen  | 2.738       |
| Blanco stemmen   | 96          |
| Kiesdrempel      | 685         |
| Kandidaten       |             |
| J. van Alphen    | 1.302       |
| W.C.J.J. Cremers | 1.268       |
| A. van Laer      | 59          |

## Voortzetting
Na de grondwetsherziening van 1887 werden de meervoudige kiesdistricten opgeheven; het kiesdistrict Almelo werd derhalve omgezet in een enkelvoudig kiesdistrict. De gemeenten Enschede, Haaksbergen, Hengelo, Lonneker, Losser en Oldenzaal werden toegevoegd aan het kiesdistrict Enschede, de gemeente Eibergen aan het kiesdistrict Lochem en de gemeenten Den Ham en Vriezenveen aan het kiesdistrict Ommen.